# Клыков, Вячеслав Михайлович
Вячесла́в Миха́йлович Клы́ков (19 октября 1939, Мармыжи, Советский район, Курская область, РСФСР, СССР — 2 июня 2006, Москва, Россия) — советский и российский скульптор. Президент Международного фонда славянской письменности и культуры, председатель Союза русского народа (2005) (2005—2006). Лауреат Государственной премии СССР (1982), Государственной премии РСФСР имени И. Е. Репина, Народный художник Российской Федерации (1999).

## Биография

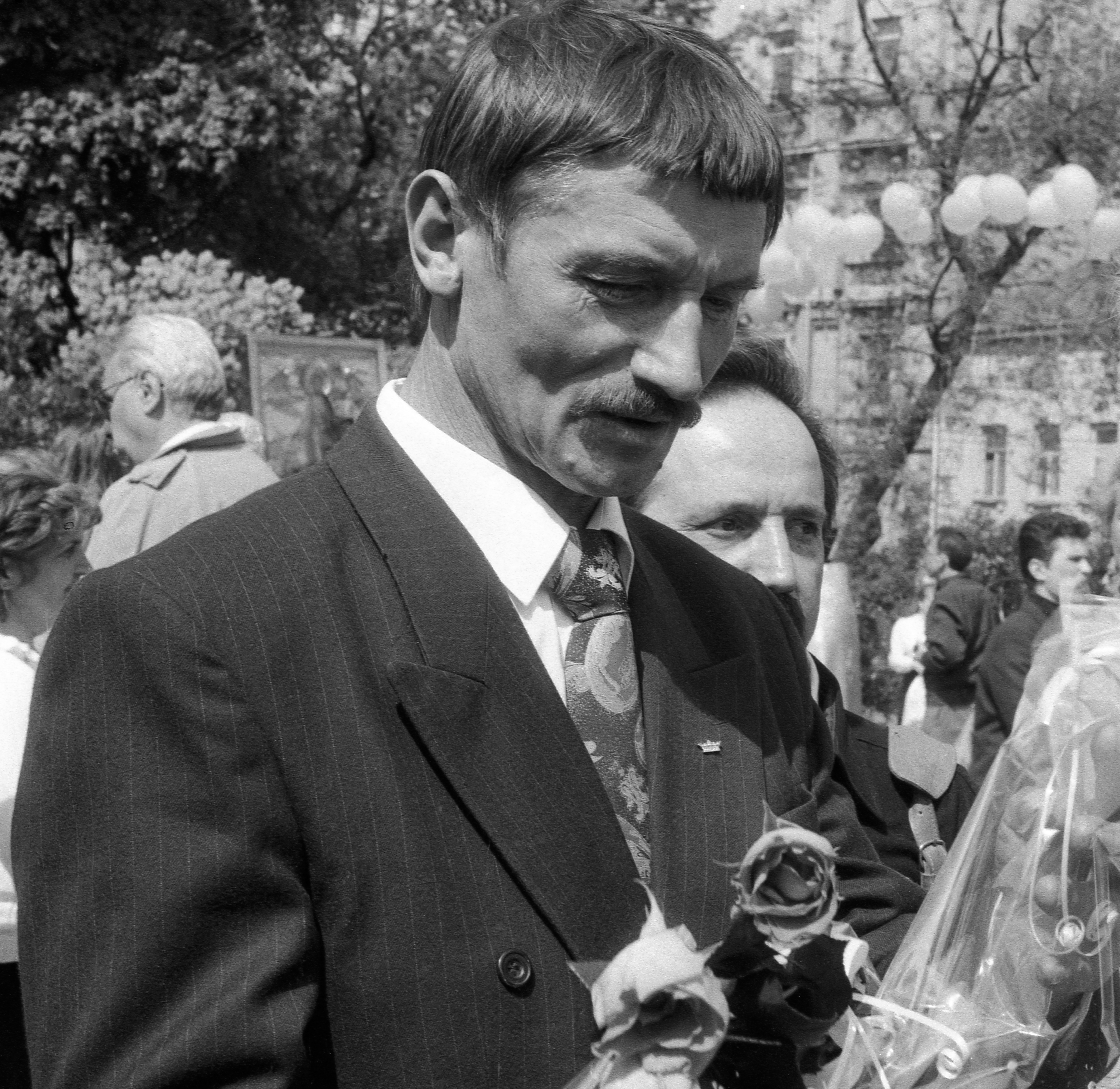
На открытии памятника Кириллу и Мефодию, 24.05.1992

Родился 19 октября 1939 года в селе Мармыжах Курской области в крестьянской семье. После окончания средней школы учился в Курском строительном техникуме, который окончил в 1959 году. Работал на производстве.
В 1960 году поступил на художественно-графический факультет Курского государственного пединститута, где проучился два года. В 1962 году Клыков поступил на факультет скульптуры МГАХИ имени В. И. Сурикова, который окончил в 1968 году под руководством Николая Томского и получил специальность скульптора-монументалиста. С этого времени регулярно участвовал в московских, республиканских, всесоюзных и международных выставках.
С 1969 года — член Союза художников СССР, работы выставлены в Третьяковской галерее и Русском музее.
Известность к Клыкову пришла после оформления Центрального детского музыкального театра (1979) и создания скульптуры бога торговли Меркурия у Центра международной торговли (1982) в Москве.
Во второй половине 1980-х годов обращается в своём творчестве к православно-патриотической тематике. Большим событием стало создание памятника преподобному Сергию Радонежскому. Образное решение скульптора было навеяно картиной Михаила Нестерова «Видение отроку Варфоломею». Сам скульптор при поддержке общественных кругов намеревался установить его осенью 1987 года. Однако власти запретили это делать. Перевозившийся к месту установки памятник был отправлен обратно с эскортом милиции. Однако через несколько месяцев — 29 мая 1988 года памятник был открыт в селе Городок (Радонеж) близ Троице-Сергиевой лавры.
По инициативе Вячеслава Клыкова в 1993 году был открыт мемориальный музей Игоря Талькова.
Автор надгробного памятника на Ваганьковском кладбище криминальным авторитетам Амирану и Отари Квантришвили, убитым в 1993 и 1994 годах.
Последней работой скульптора стал памятник всероссийскому старцу архимандриту Ипполиту (Халину), с которым Клыков был знаком. Памятник был установлен в 2005 году на территории санатория «Марьино» — бывшей усадьбы князей Барятинских в Рыльском районе Курской области. В церемонии открытия монумента принимали участие руководители администрации Президента России, представители общественных организаций России. Памятник освящал архиепископ (ныне митрополит) Белгородский и Старооскольский Иоанн (Попов).
Умер 2 июня 2006 года в Москве от онкологического заболевания. Похоронен в родном селе.

## Работы
Среди работ скульптора:
- памятник Архивная копия от 15 апреля 2018 на Wayback Machine афонскому старцу архимандриту Ипполиту (Халину) на территории дворцово-паркового ансамбля — санатория «Марьино» Курской области (2005);
- крест-надгробие на могиле старца архимандрита Ипполита (Халина) в Рыльском Свято-Николаевском мужском монастыре в Курской области (2005)[9];

- надгробие Талицких на Новодевичьем кладбище[10];
- фигура бога торговли Меркурия у Центра международной торговли в Москве (1982);
- памятник Николаю Рубцову в Тотьме (1986);
- памятник Константину Батюшкову в Вологде (1987);
- памятник святому Сергию Радонежскому в Радонеже (1987);
- памятник Александру Даргомыжскому в посёлке Арсеньево (Тульская область) (1988);
- памятник Нечитайло в городе Сальске (1989);
- памятник великой княгине Елизавете Фёдоровне в Марфо-Мариинской обители в Москве (1990);
- памятник протопопу Аввакуму в селе Григорове Нижегородской области (1991);
- памятник Кириллу и Мефодию в Москве (1992);
- памятник Владимиру Святому в Херсонесе (1993);
- надгробный памятник Льву Яшину на Ваганьковском кладбище
- надгробный памятник Игорю Талькову на Ваганьковском кладбище (1993);
- памятник Сергию Радонежскому в Нови-Саде, Сербия (1993)[11];
- надгробие Амирана и Отари Квантришвили на Ваганьковском кладбище (1994);
- храм-звонница в память битвы на Курской дуге на поле под Прохоровкой (1995, с соавторами);
- памятник Ивану Бунину в Орле (1995);
- памятник маршалу Жукову в Москве (1995);
- памятник Петру I на площади Петра Великого в Липецке (1996);
- памятник Николаю II в селе Тайнинском (1996);
- памятник Николаю II в Подольске (1998);
- памятник Владимиру Великому в Белгороде (1998);
- памятник Илье Муромцу в Муроме (1998);
- памятник маршалу К. К. Рокоссовскому в Курске (2000);
- памятник Александру Невскому в Курске (2000);
- памятник Фёдору Достоевскому в Старой Руссе (2001);
- памятник Александру Пушкину в Софии, Болгария (2001);
- памятник братьям Баташёвым в Выксе (2001);
- памятник княгине Ольге в Пскове (2003);
- памятник святому Савве Сербскому в Белграде, Сербия (2003)[11];
- памятник Александру Колчаку в Иркутске (2004);
- памятник Василию Шукшину на родине писателя в селе Сростки (2004);
- памятник Прасковье Луполовой в Ишиме (2004);
- памятник Святославу Игоревичу в селе Холки Белгородской области (2005);
- памятник Георгию Победоносцу в Рязани (2005);
- памятник преподобному Серафиму Саровскому в Сарове;
- памятник преподобному Серафиму Саровскому в Курской Коренной пустыни;
- памятник святителю Николаю Чудотворцу в Бари (Италия);
- памятник Александру Пушкину в Тирасполе;
- памятник русским воинам в Пирее (Греция);
- памятник Святославу Игоревичу в Запорожье (2005);
- Памятник Сергею Бухвостову на Преображенской площади в Москве (2005);
- Памятник русскому гвардейцу Семёновского полка на Семёновской площади в Москве (2008);
- храм во имя Покрова Пресвятой Богородицы в селе Мармыжах Советского района Курской области (1994—2006);
- памятник Дмитрию Донскому в Москве (2013);
- барельеф Петру Столыпину в Общественной палате Российской Федерации.
- барельеф для часовни во имя благоверного князя Александра Невского в Королёве.
- памятник Кириллу Туровскому (гипсовая модель) в Турове

- памятник митрополиту Санкт-Петербуржскому и Ладожскому Иоанну (Снычёву), изготовленный для Самары, но до настоящего времени не установленный (2009).

## Общественная и политическая деятельность

Памятник В. М. Клыкову. «Прохоровское поле»

Памятник Вячеславу Клыкову на территории Международного фонда славянской письменности и культуры, перед музеем Игоря Талькова. Москва, Черниговский переулок

В апреле 1995 года избран членом Национального комитета Социально-патриотическом движении «Держава» Александра Руцкого. Вышел из «Державы» в августе 1995 вслед за Виктором Аксючицем.
В марте 1990 года баллотировался в народные депутаты РСФСР, однако проиграл Л. А. Пономарёву. С 1990 года — президент Международного фонда славянской письменности и культуры (в совет фонда входили В. Г. Распутин, В. Н. Крупин, С. И. Шуртаков и др.).
На президентских выборах 1996 года поддержал кандидатуру Г. А. Зюганова. Клыков считал, что Зюганов и его сторонники в конце концов поддержат идею восстановления монархии в России.
7 августа 1996 года на учредительном съезде Народно-патриотического союза России (НПСР) избран членом его координационного совета и членом президиума. В октябре 1996 года возглавил Всероссийское соборное движение. Входил в редколлегии газеты «День» (1991—1993), газеты РАУ «Обозреватель» (1992), был главным редактором журнала «Держава».
В январе 2005 года подписал обращение в Генпрокуратуру с требованием проверки еврейских религиозных организаций на предмет нарушения ими законов об экстремизме — «Письмо 5000».
21 ноября 2005 года в столетнюю годовщину Союза Русского Народа провёл восстановительный съезд Союза русского народа, был избран его председателем. В марте 2006 года подписал обращение с требованием лишить раввина Берла Лазара российского гражданства.

## Работы Клыкова

Памятник князю Святославу Игоревичу в селе Холки Белгородской области
Звонница на Прохоровском поле
Памятник маршалу Жукову в Москве
Богородица с Младенцем. Барельеф часовни Александра Невского в Королёве
Памятник Николаю II в селе Тайнинском
Памятник Александру Колчаку в Иркутске
Крест на могиле Игоря Талькова на Ваганьковском кладбище в Москве
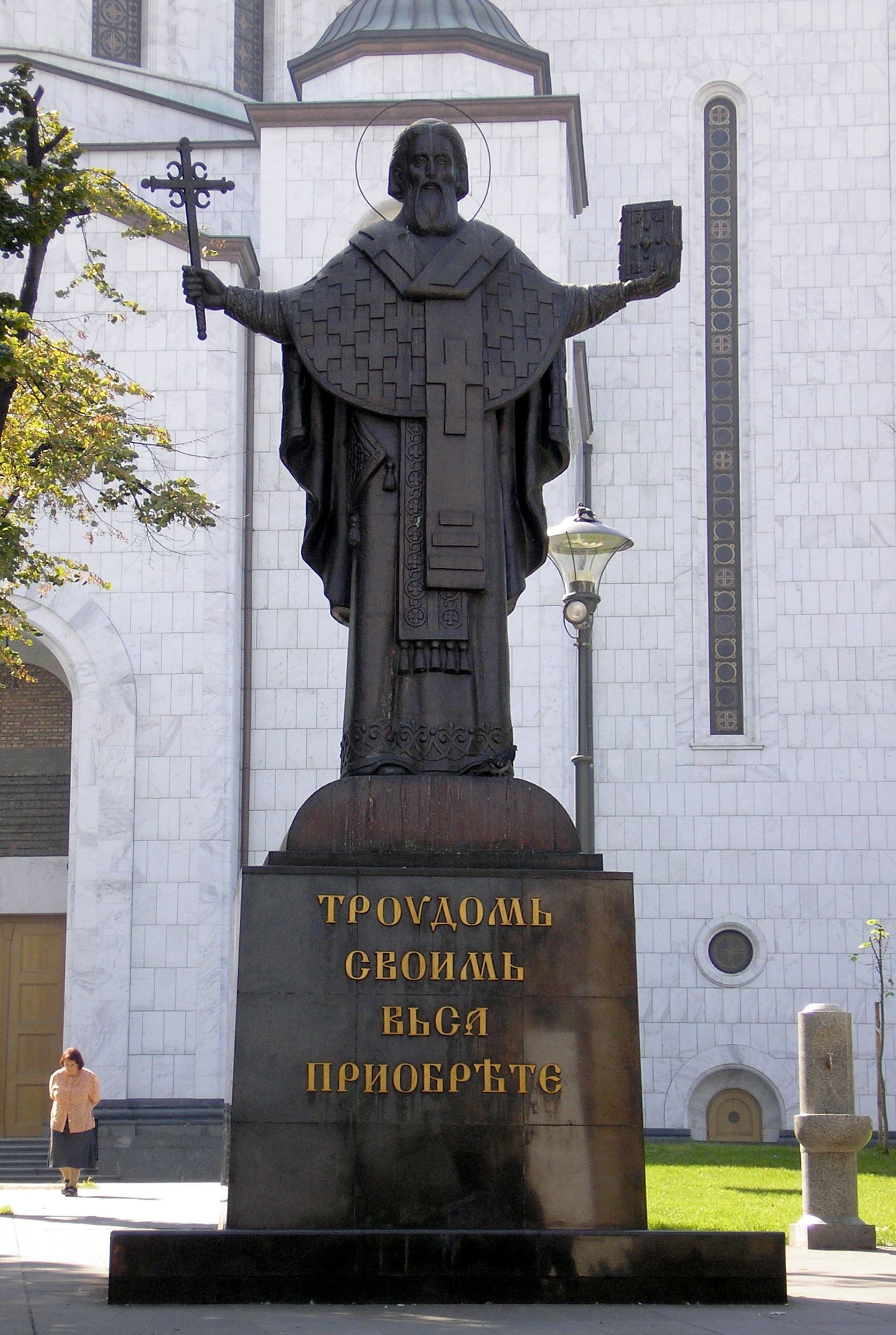
Памятник святому Савве Сербскому перед храмом Святого Саввы в Белграде, Сербия
Памятник Александру Невскому в Курске

## Премии и награды
За свои труды Клыков удостоен многих наград и званий:
- Государственная премия СССР (1982) — за участие в оформлении здания Детского музыкального театра
- Государственная премия РСФСР имени И. Е. Репина (1988) — за памятник Константину Батюшкову в Вологде
- Золотая медаль Академии художеств СССР (1989)
- Золотая медаль (Гран-при) на международной выставке «Квадриеннале» в Любляне (1973)
- Почётный гражданин Нови-Сада, Сербия (1992)[16]
- Благодарность Президента Российской Федерации (14 августа 1995) — за активное участие в подготовке и проведении празднования 50-летия Победы в Великой Отечественной войне 1941—1945 годов[17]
- Заслуженный деятель искусств Российской Федерации (9 апреля 1996 года) — за заслуги в области искусства[18]
- Народный художник Российской Федерации (20 октября 1999 года) — за большие заслуги в области изобразительного искусства[19]

## Память

Памятник Вячеславу Клыкову в Курске

- проспект Вячеслава Клыкова в Курске;
- памятник в Курске (открыт в ноябре 2007 года; скульптор А. В. Клыков);
- памятник на Прохоровском поле.

На родине скульптора ежегодно проходят Клыковские чтения.

## Семья
Старший сын Андрей родился в 1962 году. Член Союза художников. Работал в мастерской отца, чьё имя она и носит. Скончался 10 февраля 2022 года.
Дочь Любовь — невестка актрисы Екатерины Васильевой и драматурга Михаила Рощина.
Младший сын Михаил.

### Интервью
- Дорогостоящее дело Архивная копия от 14 июня 2006 на Wayback Machine // Независимая газета. — 2006. — 5 июня.
- Последнее интервью: «Болезнь под названием „теплохладность“» Архивная копия от 4 января 2012 на Wayback Machine // Дух христианина: газета. — 2006. — № 11 (1 июня).